# Kemuning V
Kemuning V is een bestuurslaag in het regentschap Aceh Timur van de provincie Atjeh, Indonesië. Kemuning V telt 163 inwoners (volkstelling 2010).